# Коваленко Володимир Миколайович (суддя)
Володимир Миколайович Коваленко(нар.1961) — суддя Вищого господарського суду України.

## Біографія
Народився 5 листопада 1961 р. у м. Барвінкове Барвінківського району Харківської області.
Закінчив Харківський юридичний інститут (1984–1988 рр.) за спеціальністю «Правознавство».
Кар'єра: 1979–1982 рр. — ВМФ, військова служба, 1983–1984 рр. — слюсар механоскладальних робіт заводу «Червоний промінь», м. Барвінкове, 1984–1988 рр. — студент Харківського юридичного інституту, 1988–1991 рр. — помічник прокурора Іванівського району Одеської області та помічник прокурора Ленінського району м. Одеси, 1991–2002 рр. — виконувач обов'язків арбітра, арбітр, суддя господарського суду Одеської області, 2002–2008 рр. — суддя Київського апеляційного господарського суду, з березня 2008 р. — суддя Вищого господарського суду України, 2009 р. — присвоєно перший кваліфікаційний клас судді.

## Нагороди та відзнаки
- Почесний працівник арбітражного суду України (2000 р.)
- почесний працівник господарського суду України (2006 р.)
- заслужений юрист України (2009 р.)